# 夏が来れば
「夏が来れば」（なつがくれば）は、日本のバンド・SunSet Swishの4作目のシングル。2006年7月5日にリリースされた。

## 概要
SunSet SwishがミュージックレインレーベルからSMEレコーズレーベルに移籍しての第1弾シングルである。2008年現在では本作がメジャーデビュー作品として扱われており、これ以前の「明日、笑えるように」から「マイペース」までの3作品はインディーズシングル扱いとなっている。
本作のビデオクリップには、俳優の要潤と小越勇輝が出演した。要の出演は「風のランナー」以来3作連続となる。このビデオクリップは、ファーストアルバム『あなたの街で逢いましょう』の初回版特典のDVDに収録されている。

## 収録曲
1. 夏が来れば [5:44]
（作詞/作曲:石田順三 編曲:SunSet Swish）
朝日放送『おはよう甲子園です』エンディングテーマ
2. 三日月の舟 [4:16]
（作詞:佐伯大介 作曲:石田順三 編曲:SunSet Swish）
3. タイムカプセル [4:23]
（作詞/作曲:石田順三 編曲:SunSet Swish）
4. 夏が来れば（オリジナル・カラオケ）

## 収録アルバム
- あなたの街で逢いましょう（#1）
- SunSet Swish 5th Anniversary Complete Best（#1, #2）